# ムーラド・レイス級フリゲート
ムーラド・レイス級フリゲート（英語: Mourad Rais-class frigate）は、アルジェリア海軍が運用するフリゲートの艦級。ソビエト連邦（現・ロシア連邦）のカザン近郊にあるゼレノドリスク造船所で3隻が建造された。2024年時点で、全艦が現役である。

## 設計
ソ連のコニ型フリゲート（1159型警備艦）の一種で、1159.2型というサブタイプに属する。
機関はCODAG方式で、ソ連製のSGWニコライエフ M8Bガスタービンエンジン1基（18,000hp）とB68ディーゼルエンジン2基（15,820hp）を組み合わせ、3軸で推進する。最大速力は27ノット、ディーゼルエンジンでの巡航速力は22ノットである。

## 装備
主センサーとしては、就役当初はFバンドの対空・対水上捜索レーダーであるMR-302 ルブカ（NATO名：ストラット・カーブ）をマスト頂部に搭載していたが、のちにIバンドのポジティブ-ME1.2（NATO名：クロス・ラウンド）に換装している。その他のセンサーも、すべてソ連/ロシア製を採用している。
砲熕兵器としては、AK-726 59口径76mm連装砲を艦首と艦尾に1基ずつ搭載し、AK-230 65口径30mm連装機関砲を上部構造物の両舷に搭載している。就役当初は艦対空ミサイルとして4K33 オサーM（NATO名：SA-N-4 ゲッコー）を装備しており、上部構造物後端付近に格納式の連装発射機があったが、近代化改修の際に撤去されている。対潜兵器としては、艦橋前方にRBU-6000対潜ロケット発射機2基と爆雷投下軌条2基があり、2・3番艦は533mm連装魚雷発射管2基を後日装備している。このほか、機雷敷設能力も有する。
防御用装備としては、就役当初はウォッチ・ドッグおよびクロス・ループ ESM装置とチャフ発射機を装備し、のちにNRJ-6A ESM装置とPJ46 デコイ発射機2基に変更されている。

## 運用史
1992年から1994年にかけて、新しい発電機が搭載された。
3番艦は1997年から2000年にかけて近代化改修を受け、捜索レーダーの交換や艦対空ミサルの撤去、ヤコール（NATO名：ホーク・スクリーチ）射撃指揮レーダーの撤去、魚雷発射管の搭載と新型電子装備の搭載などが行われた。1番艦は2007年から2011年にかけて、2番艦は2008年から2012年にかけて同様の改修を受けている。
2012年から、MR-104 ルス（NATO名：ドラム・ティルト）射撃指揮レーダーを電子光学機器に換装する改修が行われている。
現在は、全艦が練習艦として運用されている。

## 同型艦
| 番号 | 艦名         | 建造                 | 進水     | 就役            | 現況 |
| ---- | ------------ | -------------------- | -------- | --------------- | ---- |
| 901  | Mourad Rais  | ゼレノドリスク造船所 | 1979年頃 | 1980年 12月20日 | 現役 |
| 902  | Rais Kellich | ゼレノドリスク造船所 |          | 1982年 3月24日  | 現役 |
| 903  | Rais Korfou  | ゼレノドリスク造船所 |          | 1985年 1月3日   | 現役 |